# Sipyloidea
Sipyloidea – rodzaj owadów z rzędu straszyków i rodziny Diapheromeridae.
Rodzaj ten wprowadził w 1893 roku Karl Brunner von Wattenwyl, wyznaczając jego gatunkiem typowym Necrosia sipylus.
Przedstawiciele to małe i średnich rozmiarów straszyki o wysmuklonych ciałach, wyposażone w duże skrzydła. Głowa jest wydłużona, wklęśnięta i wyposażona w długie czułki, często u obu płci dłuższe niż odnóża przedniej pary. Odnóża są smukłe i nieuzbrojone, a te pierwszej pary mają wygięte do wewnątrz uda. Powierzchnia śródplecza jest gładka, granulowana lub guzkowana. Operculum jest z tyłu zaokrąglone lub spiczaste i często sięga końca segmentu analnego, który z kolei jest wcięty lub prawie ścięty. Kształt przysadek odwłokowy jest różnorodny.
Rozprzestrzenione są w krainie australijskiej, orientalnej i madagaskarskiej.
Należą tu 62 opisane gatunki:
- Sipyloidea abnormis Redtenbacher, 1908
- Sipyloidea acanthonotus Günther, 1938
- Sipyloidea acutipennis (Bates, 1865)
- Sipyloidea adelpha Günther, 1940
- Sipyloidea albogeniculata Redtenbacher, 1908
- Sipyloidea aphanamixis Thanasinchayakul, 2006
- Sipyloidea atricoxis (Westwood, 1859)
- Sipyloidea bella (Tepper, 1905)
- Sipyloidea biplagiata Redtenbacher, 1908
- Sipyloidea bistriolata Redtenbacher, 1908
- Sipyloidea brevialata Redtenbacher, 1908
- Sipyloidea brevicerca Chen & He, 2008
- Sipyloidea brevicerci Hasenpusch & Brock, 2007
- Sipyloidea caeca (Sjöstedt, 1918)
- Sipyloidea cavata Chen & He, 1993
- Sipyloidea ceramia (Westwood, 1859)
- Sipyloidea ceylonica (Saussure, 1868)
- Sipyloidea completa Chen & He, 1993
- Sipyloidea distinctissima Redtenbacher, 1908
- Sipyloidea doleschali Redtenbacher, 1908
- Sipyloidea dolorosa Redtenbacher, 1908
- Sipyloidea enganensis Giglio-Tos, 1910
- Sipyloidea eurynome (Stål, 1877)
- Sipyloidea excellens Günther, 1929
- Sipyloidea foenosa Redtenbacher, 1908
- Sipyloidea fontanesina Giglio-Tos, 1910
- Sipyloidea fruhstorferi Günther, 1938
- Sipyloidea garradungensis Hasenpusch & Brock, 2007
- Sipyloidea gracilipes (Sjöstedt, 1918)
- Sipyloidea gularis (Haan, 1842)
- Sipyloidea hariola Günther, 1935
- Sipyloidea inscia Redtenbacher, 1908
- Sipyloidea lampethusa (Westwood, 1859)
- Sipyloidea larryi Hasenpusch & Brock, 2007
- Sipyloidea lewisensis Hasenpusch & Brock, 2007
- Sipyloidea lutea Redtenbacher, 1908
- Sipyloidea magna Redtenbacher, 1908
- Sipyloidea meneptolemus (Westwood, 1859)
- Sipyloidea moricula Redtenbacher, 1908
- Sipyloidea morio Redtenbacher, 1908
- Sipyloidea nelida John, Rentz & Contreras, 1987
- Sipyloidea nitida Günther, 1938
- Sipyloidea okunii Shiraki, 1935
- Sipyloidea panaetius (Westwood, 1859)
- Sipyloidea perakensis Seow-Choen, 2000
- Sipyloidea pseudosipylus Redtenbacher, 1908
- Sipyloidea rentzi Brock & Hasenpusch, 2007
- Sipyloidea reticulata Günther, 1930
- Sipyloidea robusta Günther, 1936
- Sipyloidea roseonotata Redtenbacher, 1908
- Sipyloidea samsoo (Westwood, 1859)
- Sipyloidea shifui Seow-Choen, 2016
- Sipyloidea sibogana Giglio-Tos, 1910
- Sipyloidea similis Rentz & John, 1987
- Sipyloidea sipylus (Westwood, 1859) – patyczak skrzydlaty
- Sipyloidea sordida (Haan, 1842)
- Sipyloidea stigmata Redtenbacher, 1908
- Sipyloidea supervacanea Redtenbacher, 1908
- Sipyloidea tristis Redtenbacher, 1908
- Sipyloidea warasaca (Westwood, 1859)
- Sipyloidea whitei Brock & Hasenpusch, 2007
- Sipyloidea wuzhishanensis (Chen & He, 2002)